# Rodolfo Amaya
Rodolfo Enrique Amaya Kerquelen (Montería, Córdoba, 11 de marzo de 1961) es un oficial de insignia de la reserva activa de la Armada de la República de Colombia, graduado como ingeniero naval con orientación en electrónica. En agosto de 2018 fue designado por el presidente Iván Duque Márquez como director general de la Dirección Nacional de Inteligencia.

## Estudios
Es magíster en Seguridad y Defensa de la Escuela Superior de Guerra, especialista en Gerencia de la Universidad Militar Nueva Granada, profesional en Ingeniería Naval de la Escuela Naval de Cadetes Almirante Padilla, y cuenta con formación académica en Alta Dirección Empresarial de la Universidad de La Sabana. Además, adelantó estudios de Senior Crisis Management en la Universidad de Luisiana, Estados Unidos.

## Mandos
Como militar se desempeñó como Segundo Comandante de la Armada Nacional, Jefe de la Casa Militar, Asesor Militar de la Embajada de Colombia ante la OEA, Comandante de la Fuerza Naval del Pacífico y Jefe de Operaciones Navales, entre otros cargos; adelantó operaciones aéreas tácticas en la Homestead Air Force Base donde se desempeñó como piloto internacional de helicóptero.